# سلطان أباد (أرومية)
سلطان‌ أباد هي قرية في مقاطعة أرومية، إيران. عدد سكان هذه القرية هو 567 في سنة 2006.